# Indukcja elektryczna
Indukcja elektryczna – w fizyce wielkość używana do opisu pola elektrycznego.

## Definicja
Indukcja elektryczna (znana również jako przesunięcie elektryczne) jest to wielkość wektorowa opisująca pole elektryczne wewnątrz ciała nieprzewodzącego (dielektryka), znajdującego się w zewnętrznym polu elektrycznym. Wtedy pod wpływem pola zewnętrznego, dochodzi w dielektryku do rozsunięcia ładunków dodatnich i ujemnych na powierzchni ciała (ładunek indukowany). Wartość indukcji elektrycznej wtedy jest równa stosunkowi ładunku indukowanego przez pole elektryczne na powierzchni ciała, do pola przekroju tej powierzchni, umieszczonej prostopadle do linii pola elektrycznego
{\displaystyle \mathbf {D} ={\frac {Q}{\mathbf {S} }}.}
Indukcja elektryczna, w przeciwieństwie do relacji między indukcją magnetyczną a natężeniem pola magnetycznego, nie zależy od środowiska, w którym istnieje pole.
Można tę wielkość obliczyć również jako iloczyn natężenia pola elektrycznego poza ciałem przez współczynnik przenikalności elektrycznej materiału:
{\displaystyle \mathbf {D} =\varepsilon \mathbf {E} .}
Prawo Gaussa można wtedy zapisać jako:
{\displaystyle \oint \!\varepsilon \mathbf {E} \ ds=\oint \!\mathbf {D} \ ds=q_{wewn},}
co w wersji różniczkowej odpowiada:
{\displaystyle \nabla \cdot \mathbf {E} ={\frac {\rho _{c}}{\varepsilon _{0}}},}
gdzie:
{\displaystyle \nabla \cdot \mathbf {E} } – dywergencja natężenia pola elektrycznego,
{\displaystyle \rho _{c}} – gęstość ładunku całkowitego.
Ładunek całkowity są to wszystkie ładunki występujące w układzie zarówno te wprowadzone do układu zwane ładunkami swobodnymi, jak i te, zwane ładunkami związanymi, wytworzone w układzie przez pole elektryczne.
{\displaystyle \rho _{c}=\rho _{sw}+\rho _{zw}.}
Indukcję elektryczną {\displaystyle \mathbf {D} } definiuje się tak, by prawo Gaussa dla dielektryków przyjęło postać:
{\displaystyle \nabla \cdot \mathbf {D} =\rho _{sw}.}
Porównując obie postaci równania, przyjmuje się:
{\displaystyle \mathbf {D} =\varepsilon _{0}\ \mathbf {E} +\mathbf {P} ,}
gdzie:
{\displaystyle \mathbf {E} } – natężenie pola elektrycznego,
{\displaystyle \varepsilon _{0}} – przenikalność elektryczna próżni,
{\displaystyle \mathbf {P} } – polaryzacja elektryczna materiału.
Jeśli polaryzacja jest liniową funkcją natężenia, co zachodzi dla większości materiałów, przy niezbyt dużych natężeniach pola elektrycznego, to zachodzi:
{\displaystyle \mathbf {P} =\chi \varepsilon _{0}\mathbf {E} ,}
gdzie:
{\displaystyle \varepsilon } – przenikalność elektryczna materiału,
{\displaystyle \chi } – podatność elektryczna.
Wówczas:
{\displaystyle \mathbf {D} =\varepsilon _{0}\mathbf {E} +\mathbf {P} =\varepsilon _{0}(1+\chi )\mathbf {E} \equiv \varepsilon \mathbf {E} .}
Dla liniowych i izotropowych substancji przenikalność elektryczna jest stałą.
W ośrodkach nieliniowych przenikalność elektryczna zależy od natężenia pola elektrycznego, może także zależeć od wcześniejszych wartości natężenia pola elektrycznego (histereza), takie własności wykazują ferroelektryki.
W ośrodkach anizotropowych wektory natężenia i indukcji pola elektrycznego mogą nie być równoległe, przenikalność elektryczna nie jest wówczas stałą, lecz tensorem. Oznacza to, że w ośrodku takim przenikalność ma różne wartości w różnych kierunkach. To pociąga za sobą różnicę w prędkości rozchodzenia się światła (patrz związek powyżej) – a zatem i współczynnika załamania – zależnie od kierunku polaryzacji światła. Zjawisko to nazywa się podwójnym załamaniem albo dwójłomnością. Spośród substancji naturalnych zjawisko dwójłomności wykazuje między innymi kalcyt.

## Jednostka
Jednostką indukcji elektrycznej w układzie SI jest kulomb na metr kwadrat (C/m²). Z tego wynika, że miarą indukcji elektrycznej jest gęstość powierzchniowa ładunku na powierzchni ciała prostopadłej do linii zewnętrznego pola elektrycznego.